# Peraphelenchus necrophori
Peraphelenchus necrophori är en rundmaskart. Peraphelenchus necrophori ingår i släktet Peraphelenchus och familjen Aphelenchidae. Inga underarter finns listade i Catalogue of Life.